# Линда Лаплант
Линда Лаплант (на английски: Lynda La Plante), родена като Lynda J. Titchmarsh, Линда Тичмарш е английска писателка на бестселъри в жанра трилър, бивша актриса, сценарист и продуцент.

## Биография и творчество
Линда Лаплант е родена на 15 март 1943 г. в Ливърпул, Ланкашър, Англия. Израства в Кросби, Ливърпул, където баща и е бил мениджър по продажбите. Учи и допълнително взема уроци по дикция. На 16 г. печели стипендия за Кралската академия за драматично изкуство (RADA), която завършва през 1962 г. Започва редовна работа като част от Кралската Шекспирова трупа и Националния театър, и има роли в FOX, Minder и „The Sweeney.
Под псевдонима Линда Маршал от 1962 г. до 1988 г. тя има има кариера на актриса в телевизионни филми и сериали.
Нейното първо частично участие като сценарист е в сериала The Kids from 47A в началото на 1970 г. за телевизия ITV.
Докато се снима в сериала The Gentle Touch през 1980 г., пише четири сценария и ги праща на продуцентите на шоуто. Върнати са и като неподходящи, но някой от рецензентите е написал на тях „Това е чудесно!“. Тази анонимна похвала е достатъчна на Лаплант да продължи да пише за в бъдеще, а самите сценарии стават основа на успешния сериал „Вдовиците“ (Widows) от 1983 г. В него вдовиците на четирима крадци извършват обир на бронирана кола, планиран от техните починали съпрузи. Сериалът е номиниран за наградата БАФТА. Лаплант става първата жена в Англия, която пише сценарии за криминални филми.
През 1991 г. по сценарий на Лаплант телевизия ITV излъчва високо оценения сериал „Главния заподозрян“ (Prime Suspect). Той е с участието на Хелън Мирън в ролята на детектива Джейн Тенисън, която се опитва да се докаже в тази психологическа полицейска драма. Оригиналните сценарии на Лаплант получават много награди и поставят нов стандарт за телевизионна драма. През 1993 г. сериалът печели наградата „Едгар Алан По“, наградата на Британската академия – BAFTA, британската награда за радио и телевизия, наградата на Royal Television Society Writer и EMMY за най-добър минисериал. През 2011 – 2012 г. сериалът е продължен от нея като сценарист и продуцент.
През 1992 г. тя пише сценарий за успешния телевизионен филм „Разследвания“ (Seekers), с участието на Бренда Фрикър и Жозет Симон.
Линда Лаплант основава през 1994 г. своя собствена компания за телевизионна продукция La Plante Productions, с която през 1995 г. пише и продуцира продължението на Widows и She's Out.
Работа и продължава с поредици от рейтингови минисериали. През 1995 – 1996 г. поредицата The Governor се фокусира върху управителката на затвора с висока сигурност Джанет Мактиър, от 1997 г. започва сериалът Trial & Retribution за криминологията и преследването на нощния убиец, през 1997 г. Bella Mafia с участието на Ванеса Редгрейв, в който съпругите си отмъщават за убитите съпрузи, през 1998 г. сериала Supply and Demand за полицейски операции под прикритие, през 2001 г. сериала Mind Games за случаите на полицейската профайлърка.
Сериалът Trial & Retribution получава наградата Liverpool Echo за сценарий и е номиниран за наградите Indie и наградата на Кралското телевизионно общество.
При създаването на своите произведения тя е известна с подробното си запознаване с научните изследвания, с детайлното запознаване на всички полицейски процедури при разследване на криминалните престъпления. Често се допитва направо до полицията или иска професионален съвет от тях по конкретен елемент.
Тя е почетен член и сътрудник на Британския филмов институт, като признание на нейния изключителен принос към телевизионната култура.
Британската академия за филмово и телевизионно изкуство (БАФТА) я удостоява с наградата Dennis Potter за цялостен принос.
На 14 юни 2008 г. е отличена с Ордена на Британската империя (CBE) за рождения ден на кралицата за работата и като сценарист и продуцент, за постиженията и в литературата и драма, и за благотворителност.
На 3 октомври 2009 г. е отличена в Кьолн на Международния филмов и телевизионен фестивал с престижната награда за телевизия Spielfilm за телевизионната адаптация на романа Above Suspicion. Същата година е включена като сценарист в Залата на славата на Великобритания.
Лаплант спонсорира творчески стипендии за писане на университета „Джон Мурс“ в Ливърпул.
Името Лаплант идва от брака и през 1978 г. с американския писател и музикант Ричард Лаплант, автор на Mantis и Hog Fever. Въпреки опитите с инвитро оплождане нямат деца и са разведени от началото на 1996 г.
През 2003 г. Линда Лаплант осиновява сина си Лоркен, роден във Флорида, след дълга борба с бюрокрацията. Заради проблемите с осиновяването тя се принуждава да крие годините си. Живее в Съри, Лондон (близо до Ричмънд парк). С помощта на бавачка за Лоркен, тя става всяка сутрин в 4.30 ч. и пише по 6 часа на ден, а един ден седмично е в офиса си в La Plante Productions в Сохо, Лондон.

## Произведения

### Самостоятелни романи
- Bella Mafia (1991)
- Civvies (1992)
- Entwined (1992)
- Framed (1992)
- Seekers (1993)
- The Governor (1995)
- Sleeping Cruelty (2000)
Дремеща жестокост, изд.: „Световна библиотека“, София (2004), прев. Мария Неделева
- Royal Flush (2002)
Хазарт, изд.: ИК „Плеяда“, София (2004), прев.
- Twisted (2014)
- Good Friday (2016)

### серия „Доли Роулинс“ (Dolly Rawlins)
1. Widows (1983)
2. Widows II (1985)
3. She's Out (1995)

### серия „Наследството“ (Legacy)
1. The Legacy (1987)
2. The Talisman (1987)

### серия „Джейн Тенисън“ (Jane Tennison)
1. Prime Suspect (1991)
2. Prime Suspect 2 (1992)
3. Prime Suspect 3 (1993)

### серия „Лорейн Пейдж“ (Lorraine Page)
1. Cold Shoulder (1994)
Изкупление, изд.: „Плеяда“, София (1997), прев. Магдалена Ташева
2. Cold Blood (1996)
3. Cold Heart (1998)
Възмездие, изд.: „Плеяда“, София (1999), прев.

### серия „Опит и Възмездие“ (Trial And Retribution)
1. Trial and Retribution (1997)
2. Trial and Retribution II (1998)
3. Trial and Retribution III (1999)
4. Trial and Retribution IV (2000)
5. Trial and Retribution V (2002)
6. Trial and Retribution VI (2002)

### серия „Анна Травис“ (Anna Travis)
1. Above Suspicion (2004)
2. The Red Dahlia (2006)
3. Clean Cut (2007)
4. Deadly Intent (2008)
5. Silent Scream (2009)
6. Blind Fury (2010)
7. Blood Line (2011)
8. Backlash (2012)
9. Wrongful Death (2013)

### Разкази
- The Little One (2012)

### Филмография, като актриса с псевдоним Линда Маршал
- 1962 – 1967 Z Cars (тв сериал) – в 3 епизода
- 1965 Coronation Street (тв сериал) – в 2 епизода
- 1968 BBC Show of the Week (тв сериал) – в 1 епизод
- 1969 Out of the Unknown (тв сериал) – в 1 епизод
- 1969 The Doctors (тв сериал) – в 1 епизод
- 1973 All Our Saturdays (тв сериал) – в 1 епизод
- 1973 Hey Brian! (тв сериал) – в 1 епизод
- 1974 Beryl's Lot (тв сериал) – в 1 епизод
- 1976 Beasts (тв сериал) – в 1 епизод
- 1976 The ITV Play (тв сериал) – в 1 епизод
- 1977 Seven Faces of Woman (тв сериал) – в 1 епизод
- 1978 Send in the Girls (тв сериал) – в 1 епизод
- 1978 Out (тв сериал) – в 1 епизод
- 1978 Wings of Song (тв филм)
- 1978 The Sweeney (тв сериал) – в 1 епизод
- 1979 Horse in the House (тв сериал) – в 2 епизода
- 1979 Play for Today (тв сериал) – в 1 епизод
- 1979 Grandad (тв сериал) – в 1 епизод
- 1979 Penmarric (тв сериал) – в 1 епизод
- 1980 Rentaghost (тв сериал) – в 3 епизода
- 1980 Why Didn't They Ask Evans? (тв филм)
- 1980 The Gentle Touch (тв сериал) – в 1 епизод
- 1980 The Professionals (тв сериал) – в 1 епизод
- 1980 In Loving Memory (тв сериал) – в 1 епизод
- 1981 Coming Home (тв сериал) – в 5 епизода
- 1981 Bergerac (тв сериал) – в 1 епизод
- 1982 Bognor (тв сериал) – в 3 епизода
- 1982 The Draughtsman's Contract (филм)
- 1982 – 1983 Educating Marmalade (тв сериал) – в 5 епизода
- 1982 – 1983 Crown Court (тв сериал) – в 2 епизода
- 1983 High Road to China
- 1983 The Last Song (тв сериал) – в 1 епизод
- 1983 Agatha Christie's Partners in Crime (тв сериал) – в 1 епизод
- 1985 Bulman (тв сериал) – в 1 епизод
- 1988 Once in a Life Time (тв филм)

### Филмография, като сценарист
- 1973 – 1974 The Kids from 47A (тв сериал) – на 5 епизода, с псевдоним Линда Маршал
- 1983 Widows (тв минисериал) – на 5 епизода
- 1985 Widows 2 (тв минисериал) – на 5 епизода
- 1986 Unnatural Causes (тв сериал)
- 1991 Prime Suspect (тв сериал)
- 1992 Seekers (тв филм)
- 1992 Screen One (тв сериал)
- 1992 Civvies (тв сериал) – на 5 епизода
- 1992 Prime Suspect 2 (тв сериал)
- 1992 Framed (тв сериал) – на 4 епизода
- 1993 Comics (тв филм)
- 1993 Prime Suspect 3 (тв филм)
- 1994 The Lifeboat (тв сериал) – на 1 епизод
- 1995 She's Out (тв минисериал) – на 5 епизода
- 1995 – 1996 The Governor (тв сериал) – на 5 епизода
- 1996 The Prosecutors (тв филм)
- 1997 Supply & Demand (тв филм)
- 1997 Bella Mafia (тв филм)
- 1998 Killer Net (тв сериал)
- 1998 Supply & Demand (тв минисериал) – на 5 епизода
- 2001 Mind Games (тв филм)
- 2001 The Warden (тв филм) (по The Governor)
- 2002 Framed (тв филм) (1992 film Framed)
- 2002 Widows (тв минисериал) – на 4 епизода
- 2003 The Commander (тв филм)
- 2005 The Commander: Virus (тв филм)
- 2005 The Commander: Blackdog (тв филм)
- 2006 Cold Shoulder (тв филм)
- 2006 The Commander: Blacklight (тв филм)
- 2007 The Commander: The Devil You Know (тв филм)
- 2007 The Commander: The Fraudster (тв филм)
- 2008 The Commander: Abduction (тв филм)
- 2009 Above Suspicion (тв сериал)
- 1997 – 2009 Trial & Retribution (тв сериал) – на 5 епизода
- 2010 Above Suspicion 2: The Red Dahlia (тв сериал) – на 3 епизода
- 2011 Above Suspicion 3: Deadly Intent (тв сериал) – на 3 епизода
- 2011 – 2012 Prime Suspect (тв сериал) – на 5 епизода
- 2012 Above Suspicion 4: Silent Scream (тв сериал) – на 3 епизода

### Филмография, като продуцент
- 1993 Prime Suspect 3 (тв филм) (съпродуцент)
- 1994 The Lifeboat (тв сериал) (изп. продуцент)
- 1995 She's Out (тв минисериал) (съпродуцент – 6 епизода)
- 1995 The Governor (тв сериал) (продуцент – 6 епизода)
- 1996 The Prosecutors (тв филм) (изп. продуцент)
- 1997 Supply & Demand (тв филм) (продуцент)
- 1998 Killer Net (тв сериал) (продуцент)
- 1998 Supply & Demand (тв минисериал) (продуцент – 6 епизода)
- 2001 Mind Games (тв филм) (продуцент)
- 2001 The Warden (тв филм) (изп.продуцент)
- 2002 Framed (тв филм) (изп. продуцент)
- 2002 Widows (тв минисериал) (изп. продуцент – 4 епизода)
- 2003 The Commander (тв филм) (продуцент)
- 2004 Mothers and Daughters (изп. продуцент)
- 2005 The Commander: Virus (тв филм) (продуцент)
- 2005 The Commander: Blackdog (тв филм) (продуцент)
- 2005 Imagine Me & You (изп. продуцент)
- 2006 Cold Shoulder (тв филм) (изп. продуцент)
- 2006 The Commander: Blacklight (тв филм) (продуцент)
- 2009 Above Suspicion (тв сериал) (продуцент)
- Trial & Retribution (тв сериал) (продуцент – 23 епизода, 1997 – 2009) (изп. продуцент – 5 епизода, 2007 – 2009)
- 2010 Above Suspicion 2: The Red Dahlia (тв сериал) (изп. продуцент – 3 епизода)
- 2011 Above Suspicion 3: Deadly Intent (тв сериал) (изп. продуцент – 3 епизода)
- 2011 – 2012 Prime Suspect (тв сериал) (изп. продуцент – 10 епизода)
- 2012 Above Suspicion 4: Silent Scream (тв сериал) (изп. продуцент – 3 епизода)